# Věznice Mladá Boleslav
Věznice Mladá Boleslav byla budova bývalého nápravného zařízení přiléhající k objektu Okresního soudu v Mladé Boleslavi. Obě budovy vznikly v roce 1928 jako celistvý justiční areál projektovaný architektem a urbanistou Františkem Jandou jako sídlo tehdejšího Krajského soudu v Mladé Boleslavi. V letech 1948–1949 v budově sídlilo velitelství mladoboleslavského oddílu Státní bezpečnosti. Jedno poschodí věznice bylo v té době vyhrazené prominentním politickým vězňům. V první polovině 50. let režim do tamních cel soustředil odsouzené duchovní. Věznice s kapacitou 240 odsouzených byla zrušena v roce 1955.
Po zrušení věznice budovu využíval Státní ústřední archiv, opustil ji v roce 1995. Vězeňská služba zvažovala rekonstrukci objektu, v němž chtěla vzhledem k výhodné poloze a propojení s okresním soudem zřídit vazební věznici. Kvůli havarijnímu stavu budovy a vysokým nákladům na opravu se však rozhodla objekt prodat ve veřejné soutěži za minimální cenu 20 milionů korun. Majitelem bývalé věznice je soukromá společnost, objekt zůstal v původním stavu a slouží jako lokace pro natáčení českých i zahraničních filmů. Vznikaly zde například snímky Kajínek, Lidice či Mission: Impossible – Ghost Protocol.

## Osud budovy po zrušení věznice
Zrušenou věznici několik desetiletí využívalo Ministerstvo vnitra, pracoviště si tam zřídil Státní ústřední archiv. Po vzniku samostatné České republiky budovu v roce 1995 opustil. Do své správy ji poté bezúplatným převodem získalo Ministerstvo spravedlnosti. Stát se právě potýkal s problémem přeplněných věznic. Na podzim 1996 bylo v nich bylo zhruba 19 tisíc míst, počet odsouzených k odnětí svobody však překračoval 21 tisíc. Vězeňská služba plánovala v Mladé Boleslavi zřídit vazební věznici, jelikož by díky propojení objektu se soudní budovou odpadly náklady na převoz vězně do jednací síně. Vrchní ředitel Vězeňské služby pro ekonomiku František Slezák oznámil, že se na rekonstrukci nepodařilo sehnat prostředky.

### Nechtěná troska
Mladoboleslavský okresní soud chystal v 90. letech rekonstrukci celého justičního areálu. Vzhledem k očekávanému převodu věznice do správy Vězeňské služby však Ministerstvo spravedlnosti nařídilo, aby se projekt rozdělil na dvě části. Soud požadavek splnil a jeho budova prošla plánovanou přestavbou. Navazující věznice však zůstala v havarijním stavu a Vězeňská služba se ji několik let zdráhala přijmout do svého majetku.

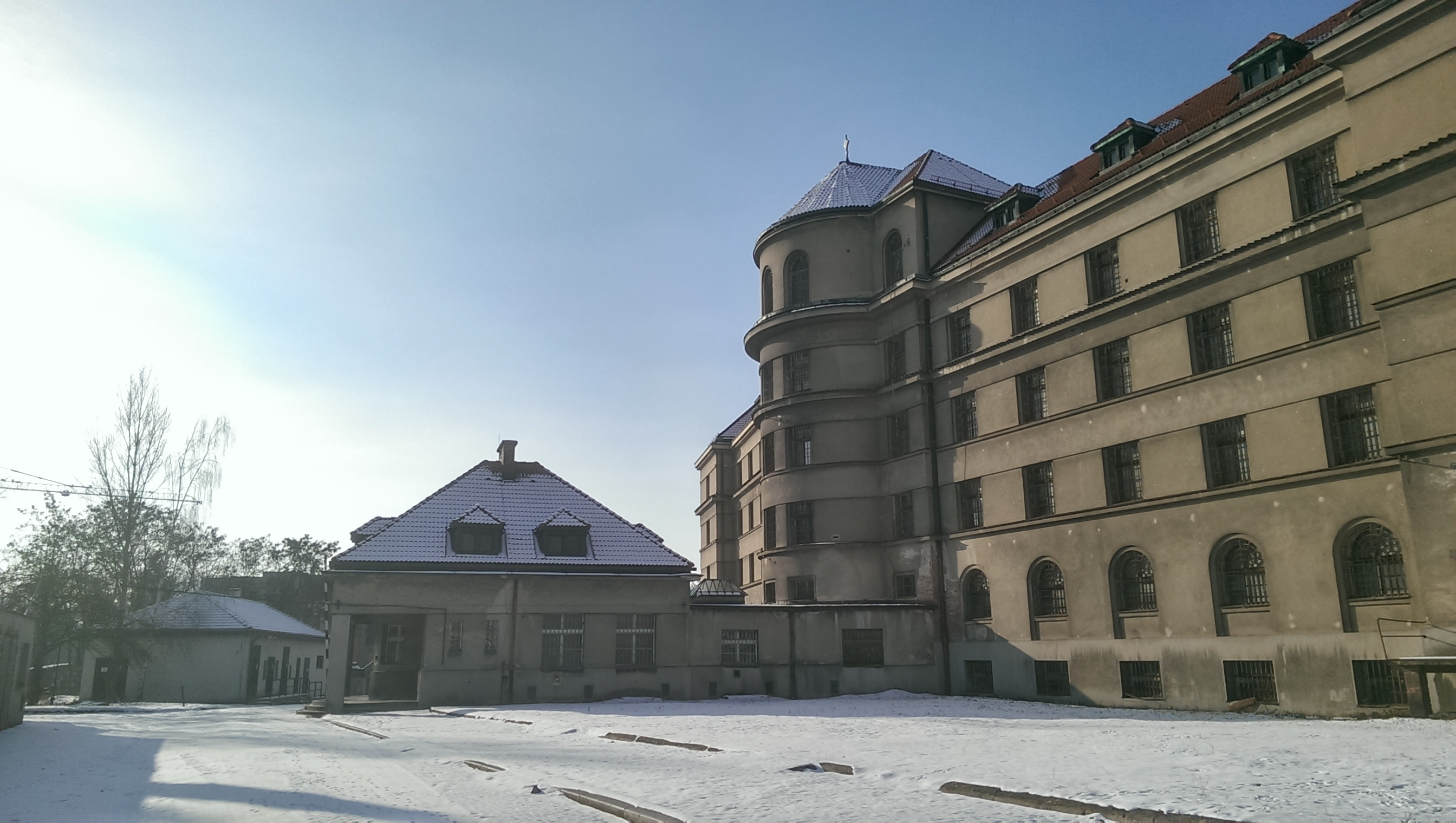
Pohled na věznici z Jičínské ulice

Převod se později uskutečnil a Vězeňská služba investovala do rekonstrukce střechy, která byla v havarijním stavu a nutně vyžadovala opravu. Tím ovšem stavební práce skončily. V roce 2004 Vězeňská služba oznámila, že plánuje mladoboleslavskou věznici prodat v rámci veřejné soutěže. Ta se uskutečnila o dva roky později, instituce věznici nabídla za minimální cenu 20 milionů korun.
| „                                                        | Stav této staré vazební věznice je technicky špatný, je to troska. Museli bychom do ní investovat zhruba 200 až 300 milionů korun, což je nerentabilní. Armáda nám nabízí zdarma jiné a lepší areály, například ve Slaném, Opavě či Hradci Králové. | “ |
| — Luděk Kula, ředitel Vězeňské služby, 25. července 2006 | |   |

### Plány města Mladá Boleslav
Vězeňská služba před prodejem oslovila státní instituce s nabídkou převodu nemovitosti, žádná však neprojevila zájem. O jejím využití několikrát uvažovalo i samotné město Mladá Boleslav. V roce 2002 zvažovalo možnost zřídit v ní kanceláře pro 170 nových zaměstnanců městského úřadu, které radnice přijímala v souvislosti s rozšířením své agendy po zrušení okresních úřadů. Jednalo se také o tom, že by v objektu mohla sídlit nově zřízená vysoká škola.

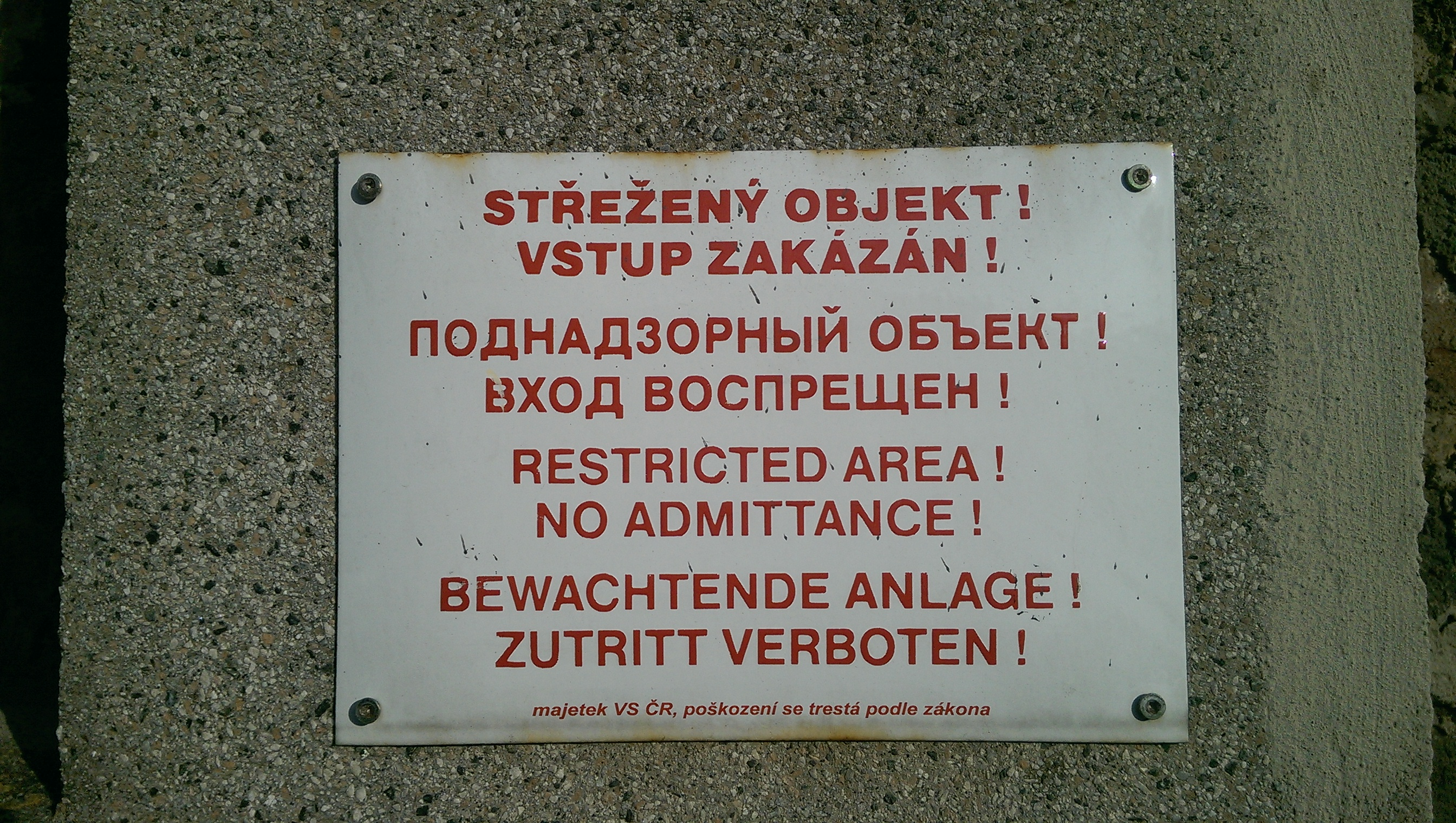
Ačkoli je bývalá věznice v soukromých rukou, areál zůstal označený cedulemi Vězeňské služby.

Po zveřejnění informací o zamýšleném prodeji věznice představitelé města hovořili o možnosti přestavět věznici na startovací byty či lékařské ordinace. Tehdejší opoziční zastupitel a pozdější mladoboleslavský primátor Raduan Nwelati požadoval, aby se město objekt pokusilo získat bezúplatným převodem. Vězeňská služba jej nakonec prodala soukromé společnosti.

### Filmová lokace
K roku 2016 je majitelem bývalé věznice akciová společnost ARENA MB sídlící v nedalekém městě Kosmonosy. Společnost se zabývá pronájmem skladovacích hal a kancelářských prostor v Mladé Boleslavi či prodejem stavebních pozemků. Samotná věznice zůstala v původním stavu a je využívána českými i zahraničními štáby jako filmová lokace.
Filmaři příležitostně využívají také navazující soudní budovu. Okresní soud výměnou za vstřícnost k filmovým štábům získává sponzorské dary, například nový počítač od autorů snímku Kajínek. Štáb jej soudu věnoval za to, že mohl kancelář jeho přednosty využít pro natočení scén, které se odehrávají v kanceláři ředitele věznice.

### Zbourání

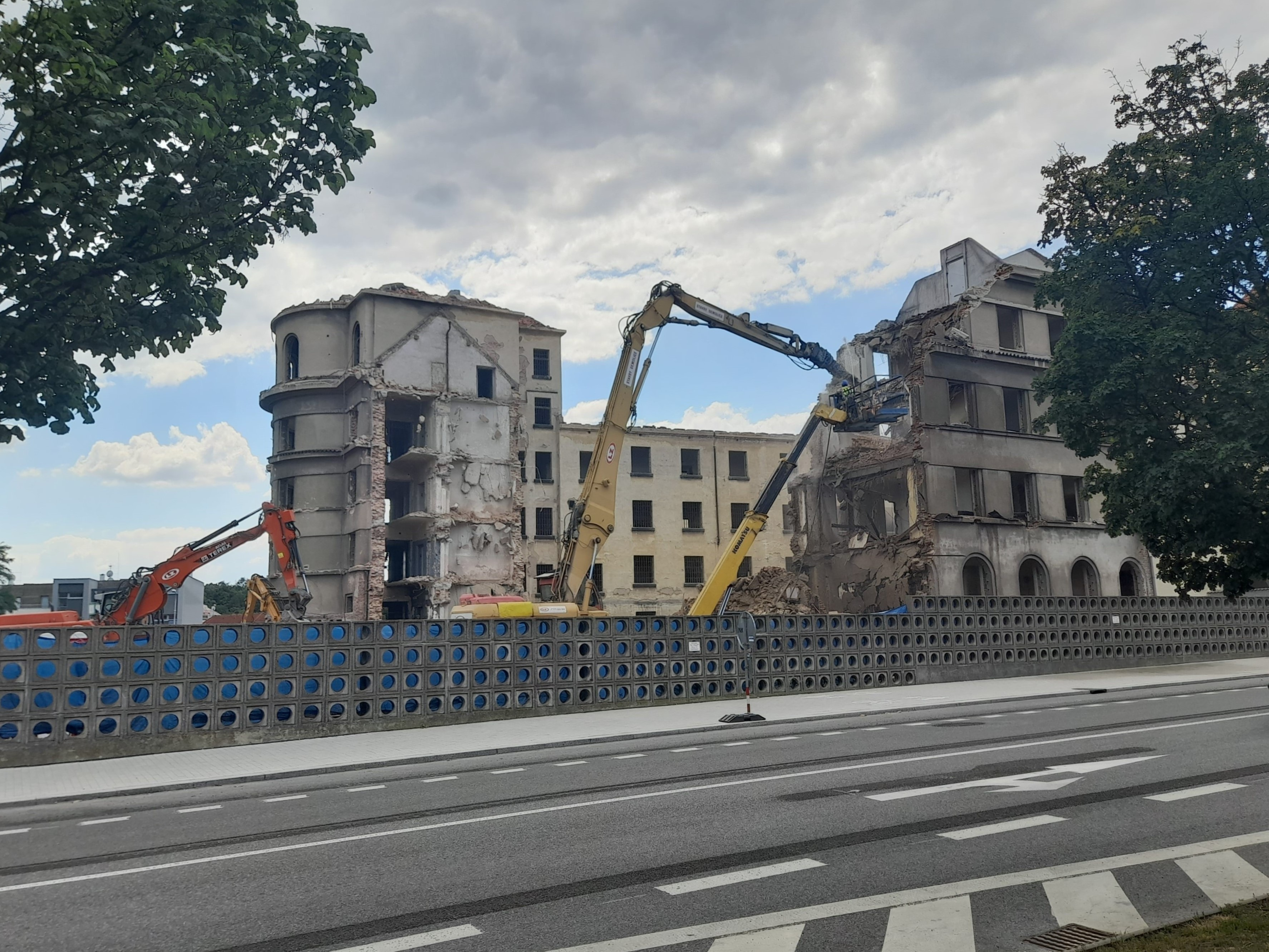
Průběh demolice objektu (10. srpen 2022)

V roce 2022 byla věznice prodána firmou ARENA MB developerské společnosti Swietelsky Real Estate, která ji má v plánu zbourat a postavit místo ní bytový komplex.  Bude se jednat o 220 bytů. Architektem má být společnost Casua.

## Filmy natáčené v bývalé věznici

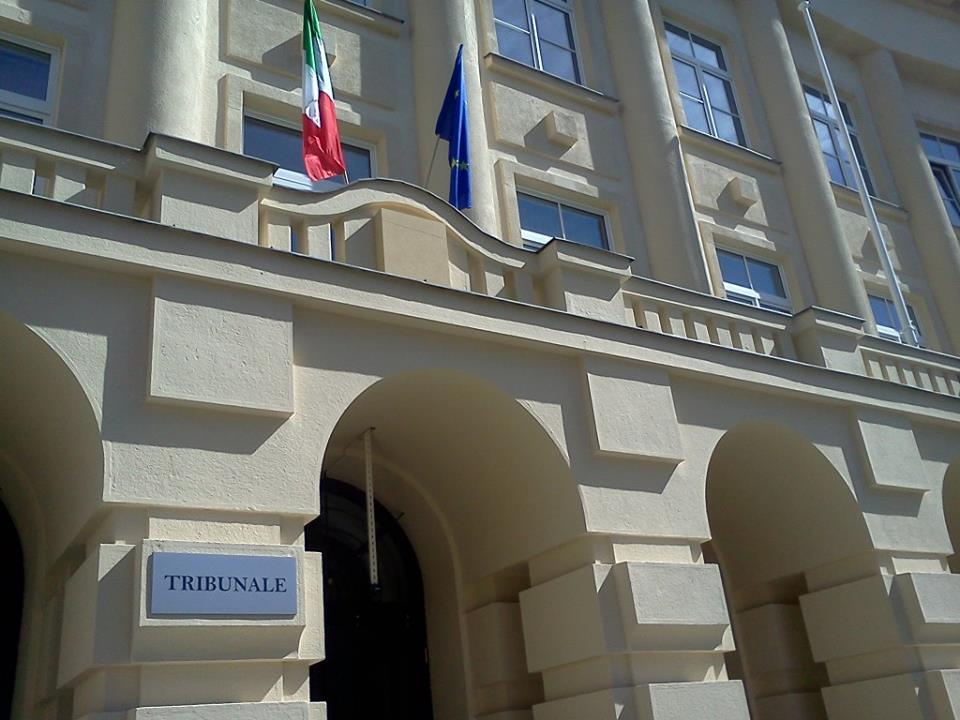
Filmaři příležitostně využívají i navazující budovu soudu. V dubnu 2014 ji přeměnili na italský soud. Z průčelí budovy odstranili české nápisy i státní znak.

- Uniforma (2001, režie: Hynek Bočan)[18]
- Jedna ruka netleská (2003, režie: David Ondříček)[19]
- Hitler: The Rise of Evil (Hitler: Vzestup zla) (2003, režie: Christian Duguay)[20]
- Kousek nebe (2005, režie: Petr Nikolaev)[21]
- Krev zmizelého (2005, režie: Milan Cieslar)[22]
- Prachy dělaj člověka (2006, režie: Jan Kulhavý, Jiří Chlumský)[23]
- Obsluhoval jsem anglického krále (2006, režie: Jiří Menzel)[15]
- Kvaska (2007, režie: Mirjam Müller Landa)[24]
- Hannibal Rising (Hannibal – zrození) (2007, režie: Peter Webber)[15]
- Kajínek (2010, režie: Petr Jákl)[14]
- Lidice (2011, režie: Petr Nikolaev)[25]
- Mission: Impossible – Ghost Protocol (2011, režie: Brad Bird)[26]
- Zraněná srdce (The Aftermath, 2019, režie: James Kent)[27]
- Šarlatán, 2020, režie: Agnieszka Hollandová

### Televizní seriály
- České století (2013, režie: Robert Sedláček)[28]
- Missing (Pohřešovaný) (2012, autor seriálu Gregory Poirier)[23]
- Případy 1. oddělení (2015, druhá řada, autoři seriálu Jan Malinda a Josef Mareš)[29]
- Past (nový seriál České televize, 2019)[30]
- Zločiny Velké Prahy (seriál České televize, 2019)[31]
- Ponorka (Das Boot, druhá řada, 2019)[32]